# コンパウンドボウ

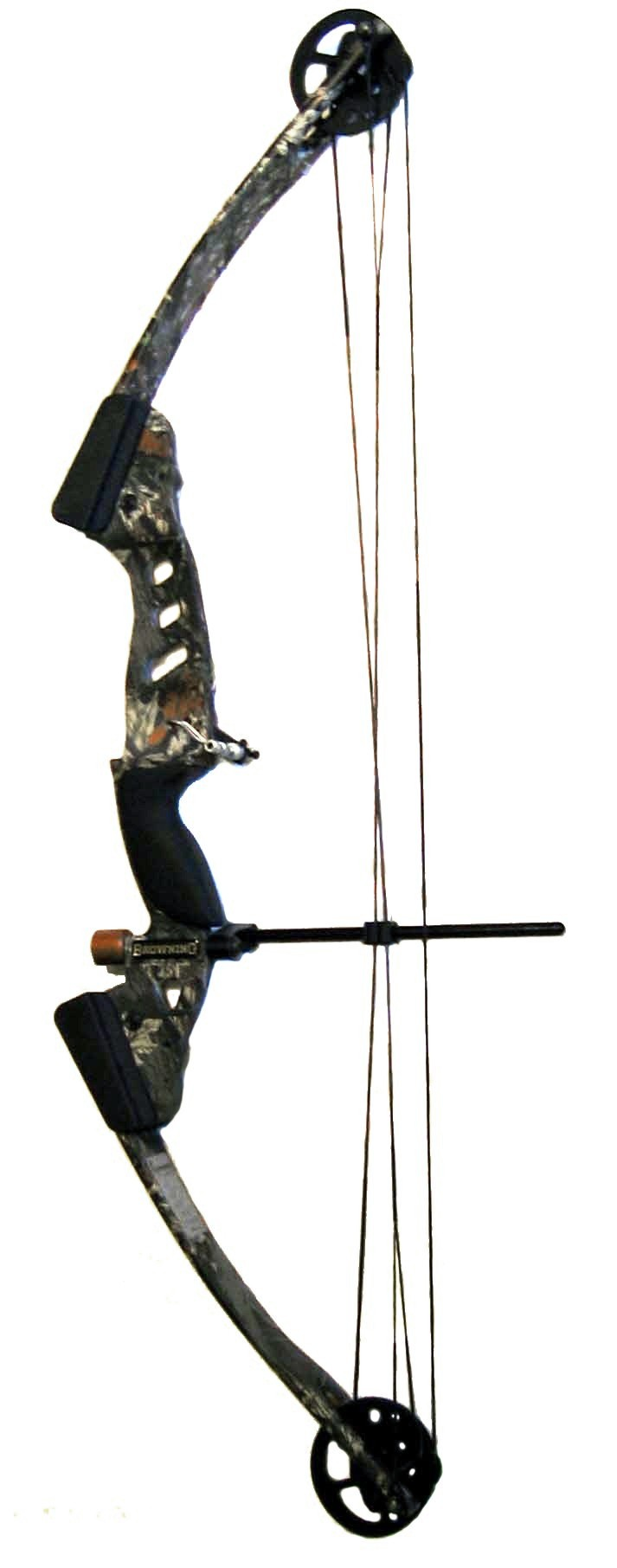
ブローニング・アームズのコンパウンドボウ

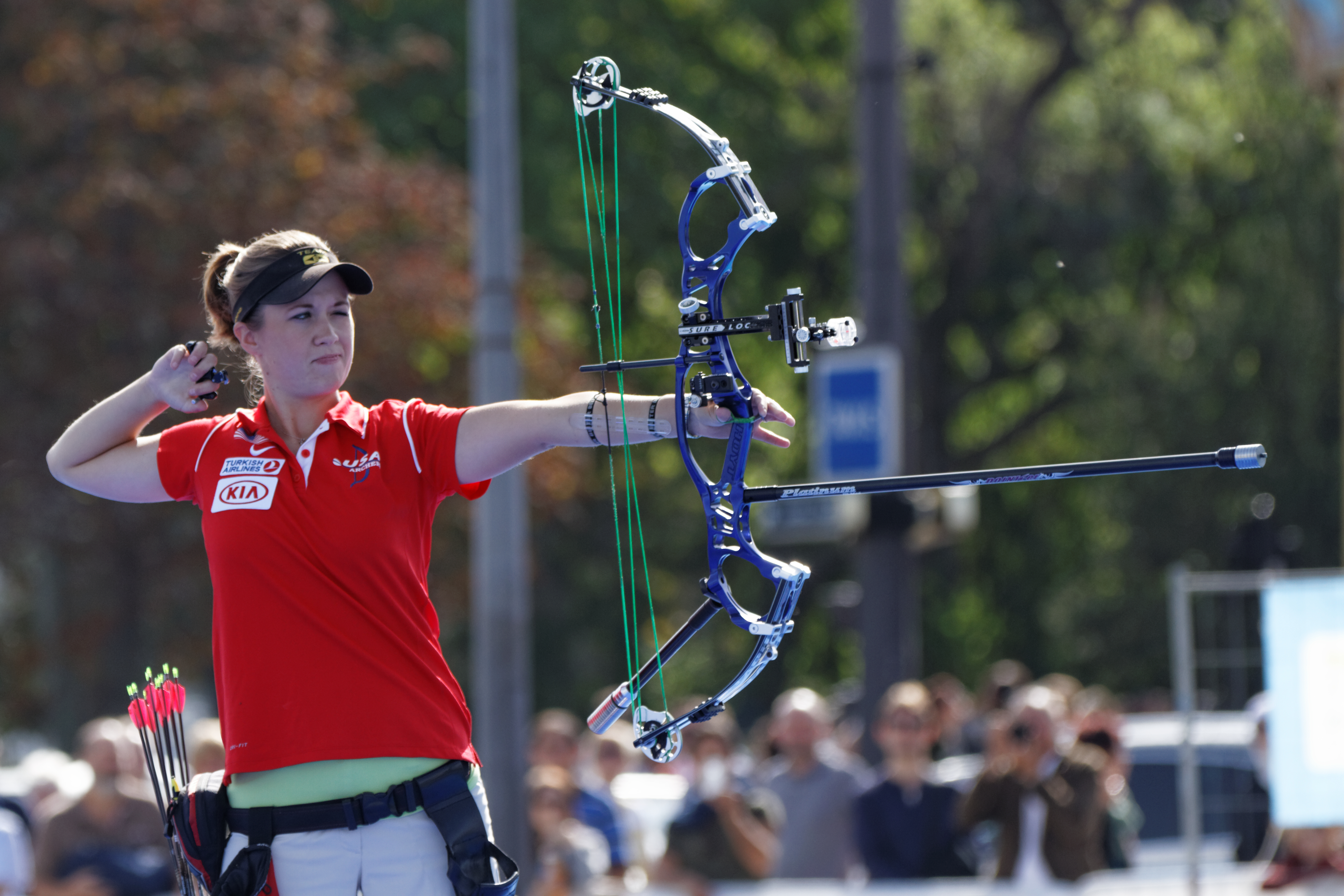
アーチャーのエリカ・ジョーンズが2013年アーチェリー・ワールドカップでコンパウンドボウを射ている画像。この弓には、リムをカムに取り付ける軸が、中央ではなく、カムの端に取り付けられている。

コンパウンドボウ（化合弓、稀に複合弓と訳されることも）は、滑車とケーブル、てこの原理、複合材料など力学と機械的な要素で組み上げられた近代的な弓である。1966年ミズーリ州に住む Holless Wilbur Allen によって発明され、1969年にアメリカにおいて初めて特許が認められた。

## 概要
コンパウンドボウのリムは通常の弓より引く力が強いが、滑車と連動することによって効率良く引くことが可能となっている。また、引き切ると滑車の仕組みでレットオフ (let-off) と呼ばれる保持力が軽くなる仕組みがあり、ピーク時の20％前後ほどの力で維持できる。結果、狙っている間の保持力が少なく狙いが安定し、初速の向上と相まって高い命中精度を期待できる。
現在のオリンピックのアーチェリー競技で認められているのはリカーブボウのみであるが、世界アーチェリー連盟ではコンパウンドボウのクラスを創設するためにルールの調整を行うなどしている。
パラリンピックのアーチェリーではリカーブとコンパウンド双方の競技がある。またW1（四肢の障害、車椅子使用）のクラスでは選手が自由に選択できる。

## 構造
ライザー（ハンドル）
持ち手の部分であり、力が集中するので剛性が求められる。通常、アルミニウム合金・マグネシウム合金または炭素繊維で作られており、多くの場合航空機で使用されるグレードである7075アルミニウム合金で作られている。
リム
ライザーと滑車を接続する部分であり、高い張力がかかる部分のため複合材料が使われる。現在は前後ではなく上下方向に振動を逃がすパラレルリムが普及しつつある。
滑車（カム）
弓の両端にある滑車で、形状やかけ方によってシングルカム、ハイブリッドカム、デュアルカム、バイナリカムなど種類があり、コンパウンドボウの特徴が出る部分である。
ストリングとケーブル
ストリングには矢筈を引っ掛けるためのノッキングポイント、リリーサーを引っ掛けるためのDループや照門として用いるピープサイトが取り付けられる。2本のケーブルは上下の滑車の動きを連動させることに用いられる。
その他のオプションに、スタビライザーという射撃を安定させる器具や、狙いを定める器具であるスコープ、引手に装着し発射タイミングを決めるリリーサーがある。
なお、一般的な弓具と違いストリングを外したり滑車の同期を直すためにはボウプレスという器具が必要となる。保管の際は他の弓具と違い反発力の低下が起こらないため、ストリングの取り外しは行われない。
欠点
- 可動部が多い事から、通常の弓に比べ壊れやすい部分が多い
- 矢を装填せず空撃ちすると、通常の弓に比べて多く貯められたエネルギーが弓にかかり壊れる可能性がある。事故になる可能性もあるため、大抵は禁止や注意喚起されている。
- リカーブボウとは違い、基本的に木などの素材を使っていないので、弓本体の重量は重い傾向にある。

## 記録

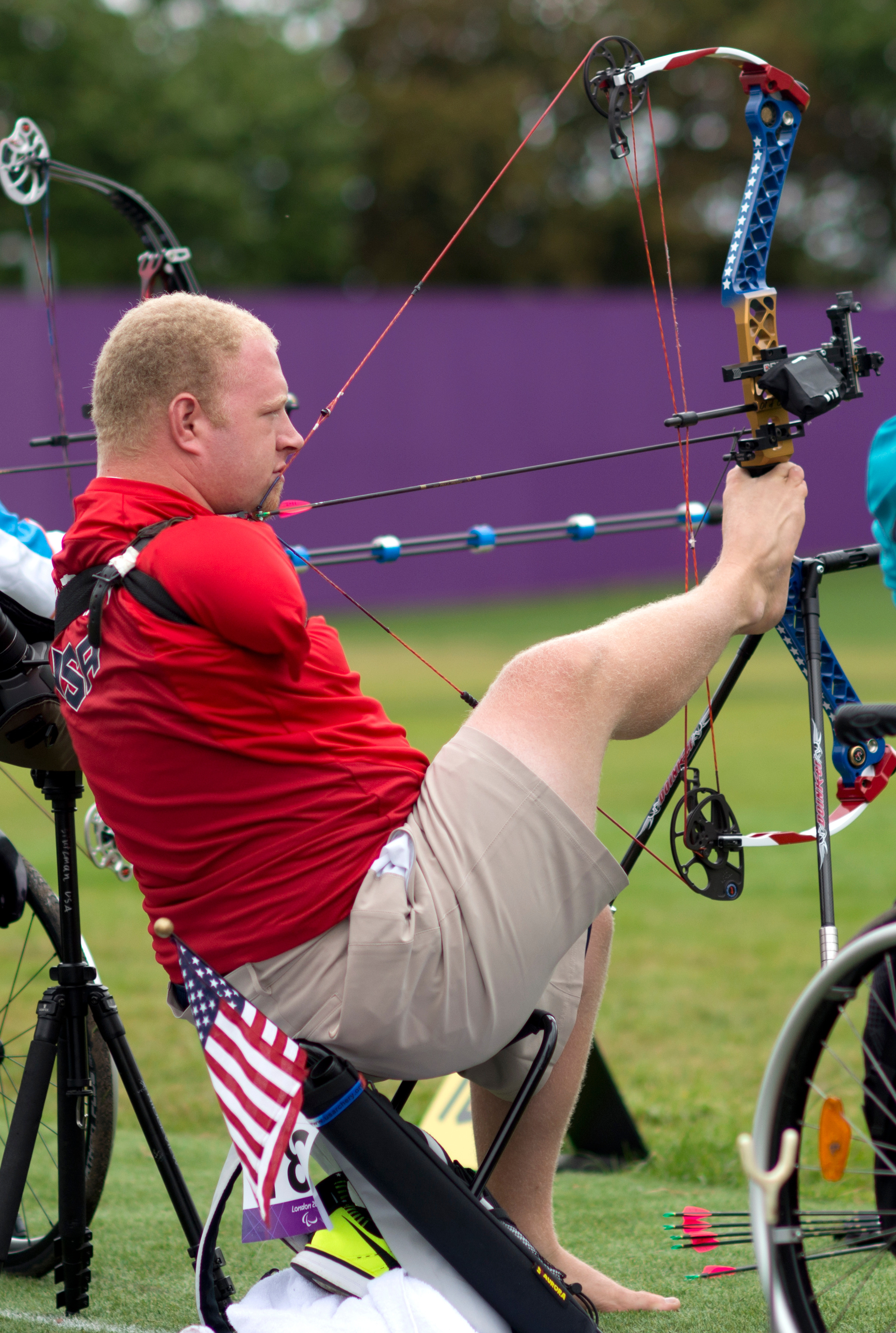
両腕がない状態で弓をひくマット・スタッツマン（2012年ロンドンパラリンピック銀メダリスト、最も遠くの目標に当てた記録のギネス記録保持）

成人用の弓のドローウェイトは通常40-80ポンドで、速度は毎秒 250 - 370フィートとなる。
矢速表示
国際ボウハンティング機構 (IBO) とアーチェリー・トレード・アソシエーション（Archery Trade Association（略：ATA）、昔：Archery Manufacturers Organization（略：AMO））の2種の測定方法があり、以下の条件下での速度が記されている。
| 規格      | 矢の重さ               | 表示ポンド           | 引き尺        | -       |
| --------- | ---------------------- | -------------------- | ------------- | ------- |
| IBO       | 350 グレーン (22,68 g) | 70 ポンド (31,75 kg) | 30" (76,2 cm) | 5 gr/lb |
| AMO (ATA) | 365 グレーン (23,65 g) | 60 ポンド (27,21 kg) | 30" (76,2 cm) | 6 gr/lb |
最大射程
35ポンド未満の上級クラスで500m近く
72.8ポンド 1103.03 m 射手：Buddy DeConnick 記録日：01/08/92
無制限では、1,207.39 m 射手：Kevin Strother 記録日：07/31/92
最も遠くの目標に当てた記録
世界アーチェリー連盟の条件下での記録が、2015年12月に樹立されたマット・スタッツマンの283.47 mである。

## 登場作品
無差別に記載すると膨大になるため、コンパウンドボウが主要な作品、特筆すべき作品のみ記載する。
- How to Shoot a Compound Bow ( コンパウンドボウの撃ち方について)